# 君との約束を数えよう
「君との約束を数えよう」（きみとのやくそくをかぞえよう）は、田所あずさの楽曲。畑亜貴が作詞、黒須克彦が作曲を手掛けた。田所の2枚目のシングルとして、2015年9月2日にLantisから発売された。

## 背景・音楽性
「君との約束を数えよう」はロック調の楽曲となっている。田所自身はもともとロックに憧れており、こうなりたい、と推してきたものだったためレコーディングは特に気合いを入れて臨み、飾らずに気持ちをストレートに出すことを意識したという。歌詞は"約束"をキーワードとしている。作詞をした畑亜貴によれば、これまでの田所の楽曲において始まりは表現されていて、その次は何かと考えた際に出てきたものだとしている。
ミュージック・ビデオはバンドをテーマに制作され、ライブ・イベント『田所あずさワンマンライブ2014 -Beyond Myself!-』のバンドメンバーを背に歌唱する田所が映されている。
田所のソロ活動のプロデューサーを務める斎藤滋は、「君との約束を数えよう」がその後の田所の音楽性を決めた楽曲としており、本曲のリリースの10ヶ月後には、ロックを前面に掲げたアルバム『It's my CUE.』をリリースしている。

## シングルリリース
2015年9月2日にLantisから発売され、同日より音楽配信が行われている。Type.A、Type.Bの2形態でリリースされ、カップリングには「Straight Forward」が共通で収録されて、Type.Aには「シーソー」、イラスト盤には「My Favorite Destiny」がそれぞれ収録された。
共通カップリング曲の「Straight Forward」は田所が初めて作詞も手掛けた。曲を聴いた際に爽やかな青春の情景が浮かんだため、高校時代に所属していたテニス部での実体験を元に、「自分の夢に向かって真っ直ぐ進んでいきたい」という気持ちの歌詞を書いたという。タイトルにはその気持ちのほか、テニスでストレートは攻める際に使うことから、攻めるという気持ちも込められている。

## シングル収録内容

### Type.A
| #         | タイトル                 | 作詞       | 作曲・編曲 | 時間  |
| --------- | ------------------------ | ---------- | ---------- | ----- |
| 1.        | 「君との約束を数えよう」 | 畑亜貴     | 黒須克彦   | 3:59  |
| 2.        | 「Straight Forward」     | 田所あずさ | 堀江晶太   | 4:10  |
| 3.        | 「シーソー」             | 松井洋平   | 橋本由香利 | 4:57  |
| 合計時間: | 合計時間:                | 合計時間:  | 合計時間:  | 13:06 |

### Type.B
| #         | タイトル                 | 作詞       | 作曲       | 編曲      | 時間  |
| --------- | ------------------------ | ---------- | ---------- | --------- | ----- |
| 1.        | 「君との約束を数えよう」 |            |            |           | 3:59  |
| 2.        | 「Straight Forward」     |            |            |           | 4:10  |
| 3.        | 「My Favorite Destiny」  | 結城アイラ | 光増ハジメ | EFFY      | 3:54  |
| 合計時間: | 合計時間:                | 合計時間:  | 合計時間:  | 合計時間: | 12:03 |

## 参加ミュージシャン
- 君との約束を数えよう
  - 山本陽介 - ギター
  - 黒須克彦 - ベース
  - かどしゅんたろう - ドラムス
- Straight Forward
  - 神田ジョン - ギター
  - 堀江晶太 - ベース
  - SHiN - ドラムス
- シーソー
  - 山本陽介 - ギター
  - 川島弘光 - ベース
  - Ryo Yamagata - ドラムス
- My Favorite Destiny
  - 遠山哲朗 - ギター